# مكتب الشؤون الدستورية والقارية (الصين)
مكتب الشؤون الدستورية والقارية الرئيسي (باللغة الصينية: 政制 及 內地 事務 局) هو وكالة تابعة لـحكومة هونغ كونغ مسؤولة عن تنفيذ القانون الأساسي. المكتب هو الوسيط بين حكومة منطقة هونغ كونغ الإدارية الخاصة والحكومة الشعبية المركزية والسلطات القارية الرئيسية الأخرى بموجب مبادئ «نظامان ودولة واحدة».
يرأس المكتب وزير الشؤون الدستورية والقارية الرئيسي السيد باتريك نيب.

## الوكالات
فيما يلي الوكالات المرتبطة بهذا المكتب.
- مكتب حكومة منطقة هونغ كونغ الإدارية الخاصة في بكين.
- مكتب التسجيل والانتخابات.
- مكاتب هونغ كونغ الاقتصادية والتجارية (قوانغدونغ وشانغهاي وتشنغدو).
- هيئة ترخيص التلفزيون والترفيه.
- مكتب مفوض الخصوصية للبيانات الشخصية.
- لجنة تكافؤ الفرص.
- مجلس هونغ كونغ وتايوان للتعاون الاقتصادي والثقافي والترويج.

## روابط خارجية
- الموقع الرسمي http://www.cmab.gov.hk.